# Kasachisches Institut für Management, Wirtschaft und Prognostizierung

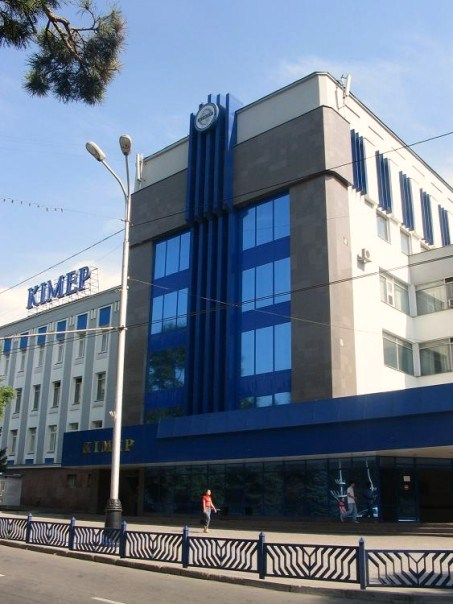

Das Kasachische Institut für Management, Wirtschaft und Prognostizierung (kasachisch Қазақстан Менеджмент, Экономика және Болжау Институты, russisch Казахстанский Институт Менеджмента, Экономики и Прогнозирования, englisch Kazakhstan Institute of Management, Economics and Strategic Research (KIMEP)) ist eine Hochschule in der kasachischen Stadt Almaty.
Die Gründung des Instituts erfolgte am 14. Januar 1992 durch den kasachischen Präsidenten Nursultan Nasarbajew. Im August desselben Jahres wurde der Unterrichtsbetrieb aufgenommen. Im Juni 1994 fand die erste Graduierung von Studenten im Studiengang in Betriebswirtschaft.
Die gesamte Ausbildung am KIMEP findet in englischer Sprache statt.